# Piper Curda
Piper Joy Curda (Tallahassee, 1997. augusztus 16. –) amerikai színésznő, énekesnő.
Legismertebb alakítása Jasmine Kang a 2014 és 2015 között futó Nem én voltam! című sorozatban. A Tengerparti tini mozi 2. (2015) és A hívatlan című filmben is szerepelt.

## Gyermekkora
Édesapja Stephen K. Curda amerikai dandár tábornok, édesanyja Dr. Leslie Curda. Ő maga a floridai Tallahassee-ban született, de Chicagóban nevelkedett.  Apja az első koreai-amerikai származású, aki elnyerte az egycsillagos tábornok rangját a hadseregben. Négy testvére van, Riley, Major, Glory és Saylor. Idősebb nővérével, Rileyvel együtt szerepelt A király és én című musicalben. Major szintén színész.
Curda az illinoisi Wheatonban, a Wheaton Főiskolára járt és 2019-ben diplomázott.

## Pályafutása
12 éves korában Curda Roly-Poly-t játszotta a 101 kiskutya musicalben. 2011-ben Casey szerepében tűnt fel a Disney.com Rule the Mix sorozatában. Számos sorozatban vendégszerepelt, köztük a Esküdt ellenségek: Különleges ügyosztály, A hidegsebész és a Malibu Country epizódjaiban, illetve a Zsenipalánták harmadik évadjában.
2013 júniusában Jasmine szerepét kapta meg a Disney Channel Nem én voltam! című sorozatban, amely 2014 januárjában kezdődött és a következő év októberében ért véget. 2015-ben Alyssa néven szerepelt a Tengerparti tini mozi 2.-ben.
Első kislemezét "Losing You" címmel 2014. január 15-én adta ki, a videóklipjét pedig 2014. január 27-én jelentette meg.
2018-ban Grace Ho szerepét osztották rá a Youth & Consequences című Youtube Red-minisorozatban, 2019-ben A hívatlan című horrorfilmben játszott.

## Filmográfia

### Film
| Év   | Magyar cím            | Eredeti cím                         | Szerep            | Magyar hang    |
| ---- | --------------------- | ----------------------------------- | ----------------- | -------------- |
| 2008 | Végre karácsony!      | Nothing like the Holidays           | szomszéd gyerek   |                |
| 2013 |                       | Save the Date                       | Jill              |                |
| 2017 |                       | School Spirits                      |                   |                |
| 2019 | A hívatlan            | The Wretched                        | Mallory           | Ruszkai Szonja |
| 2020 |                       | American Pie Presents: Girls' Rules | Kayla             |                |
| 2023 |                       | Back on the Strip                   | Gia               |                |
| 2023 | Egy botrány részletei | May December                        | Honor Atherton-Yu | Kanyó Kata     |
| 2023 | Leszámolás a Grandben | Showdown at the Grand               | Spike             | Lamboni Anna   |

### Televízió
| Év        | Magyar cím                               | Eredeti cím                       | Szerep              | Megjegyzések                              |
| --------- | ---------------------------------------- | --------------------------------- | ------------------- | ----------------------------------------- |
| 2011      | Esküdt ellenségek: Különleges ügyosztály | Law & Order: Special Victims Unit | Ella Mendez         | 1 epizód                                  |
| 2011      | A hidegsebész                            | Body of Proof                     | Alice               | 1 epizód                                  |
| 2011–2012 |                                          | Rule the Mix                      | Casey               | websorozat főszereplője (26 epizód)       |
| 2012      |                                          | Malibu Country                    | Bethany / Leyna     | 2 epizód                                  |
| 2012      |                                          | Shmagreggie Saves the World       | Meghan              | tévéfilm                                  |
| 2012–2015 | Randy Cunningham: Kilencedikes nindzsa   | Randy Cunningham: 9th Grade Ninja | Debby Kang (hangja) | 6 epizód                                  |
| 2013      | Született detektívek                     | Rizzoli & Isles                   | Megan               | 1 epizód                                  |
| 2013      |                                          | Reading Writing & Romance         | Fiona               | tévéfilm                                  |
| 2013–2014 | Zsenipalánták                            | A.N.T. Farm                       | Kennedy Van Buren   | mellékszereplő (5 epizód)                 |
| 2014      | Liv és Maddie                            | Liv and Maddie                    | Kathy Kan           | 1 epizód                                  |
| 2014–2015 | Nem én voltam!                           | I Didn't Do It                    | Jasmine Kang        | - főszereplő - magyar hangja Lamboni Anna |
| 2015      | Tengerparti tini mozi 2.                 | Teen Beach 2                      | Alyssa              | - tévéfilm - magyar hangja Csifó Dorina   |
| 2017      |                                          | Just Another Nice Guy             | Audrey              | főszereplő                                |
| 2018      |                                          | Youth & Consequences              | Grace Ho            | főszereplő                                |
| 2021      | Az újonc                                 | The Rookie                        | Billie Park         | 1 epizód                                  |
| 2022      | Legacies – A sötétség öröksége           | Legacies                          | Jen                 | visszatérő szereplő (4. évad)             |
| 2022      | Raven otthona                            | Raven's Home                      | Rose                | 1 epizód                                  |
| 2022      | NCIS: Los Angeles                        | NCIS: Los Angeles                 | Lisa Cho            | 1 epizód                                  |
| 2022–2023 | Flash – A Villám                         | The Flash                         | Avery Ho            | 2 epizód                                  |